# Chrysoperla genanigra
Chrysoperla genanigra là một loài côn trùng trong họ Chrysopidae thuộc bộ Neuroptera. Loài này được de Freitas miêu tả năm 2003.